# Alstroemeria chorillensis
Alstroemeria chorillensis är en alströmeriaväxtart som beskrevs av Herb.. Alstroemeria chorillensis ingår i släktet alströmerior, och familjen alströmeriaväxter. Inga underarter finns listade i Catalogue of Life.